# American Institute of Chemical Engineers
L'American Institute of Chemical Engineers o AIChE (Istituto americano degli ingegneri chimici) è un'associazione professionale degli ingegneri chimici statunitensi.
È stata fondata nel 1908 con lo scopo di affermare gli ingegneri chimici come una professione indipendente dai chimici e dagli ingegneri meccanici ed ha oggi più di 40.000 iscritti.